# Molly Manning Walker
Molly Manning Walker (Londra, 14 settembre 1993) è una regista, direttrice della fotografia e sceneggiatrice britannica.

## Biografia
Molly Manning Walker nasce a Londra nel 1993, studia fotografia presso la Arts University Bournemouth dove incontra il regista e produttore Billy Boyd Cape, con cui inizia a collaborare. Dopo un paio d'anni decide d'iscriversi alla National Film and Television School per ampliare la sua formazione, indirizzata più verso la regia. Per il diploma gira il cortometraggio November 1st, grazie al quale riceve il suo primo riconoscimento, la medaglia di bronzo dello Student Academy Awards, premio dedicato agli studenti dalla Academy of Motion Picture Arts and Sciences.
Nel 2020 la collaborazione nel cortometraggio Morning Song la mette in risalto presso Film4, una rete televisiva legata a Channel 4, con la quale inizia a collaborare, non solamente come direttrice della fotografia, ma anche per altri progetti ed è proprio a loro che presenta il film How to Have Sex, che la fa conoscere al grande pubblico.

## Filmografia Parziale
- How to Have Sex (2023)

## Riconoscimenti
- Festival di Cannes
  - 2023 – Un Certain Regard per How to Have Sex[3]
- European Film Awards
  - 2023 - European Film Awards per la miglior rivelazione - Prix Fassbinder per How to Have Sex[4]